# Phyllidiopsis cardinalis
Phyllidiopsis cardinalis is een slakkensoort uit de familie van de Phyllidiidae. De wetenschappelijke naam van de soort is voor het eerst geldig gepubliceerd in 1876 door Bergh.